# Mind Money
Mind Money, полностью Mind Money Limited (ex. Zerich Securities Ltd.), — кипрская инвестиционная фирма, занимающаяся финансовой деятельностью. Штаб-квартира находится в Республике Кипр, Лимасол.

## История
Первоначально международная компания называлась Zerich Securities Limited и была основана 23 июля 2009 года, с учреждения в соответствии с законодательством Республики Кипр. Компания входила в финансовую группу «Церих» или «Церих Кэпитал Менеджмент» (Zerich Capital Management).
В 2010 году компания Zerich Securities Ltd. получила лицензию Кипрской комиссии по ценным бумагам и биржам (CySEC) 115/10.
В 2020 году, головная компания Zerich Capital Management была куплена и поглощена американским Freedom Holding — международным холдингом Тимура Турлова, покупка оценивалась в $7,11 млн. Сделке предшествовала процедура due diligence, финальный этап которой включал подтверждение соответствия условий слияния определённым корпоративным и регуляторным требованиям законодательств Соединённых Штатов и Российской Федерации. Основная цель приобретения Zerich Capital Management — дальнейшее расширение бизнеса дочерней компании Freedom Holding Соrp. — ИК «Фридом Финанс» в России. Zerich Securities Ltd. для Freedom Holding как актив был не интересен, поскольку там было небольшое количество клиентов, компания не представляла интереса для Freedom Holding, который ко всему прочему имел собственную аналогичную компанию Freedom Finance Europe Ltd .
Уже в 2021 году компания Zerich Securities Ltd. была продана сторонним иностранным инвесторам.
После прихода новых акционеров, был запущен процесс ребрендинга и ренейминга в Mind-money.eu, который завершился в 2023 году.
В 2022 году Кипрская комиссия по ценным бумагам и биржам (CySEC) обновила информацию, в выданной ранее, действующей лицензии Zerich Securities Ltd., заменив название компании на Mind Money Limited (ex. Zerich Securities Ltd) и добавив новый домен.

## Виды деятельности
Mind Money имеет кипрскую лицензию профессионального участника фондовой биржи, позволяющую осуществлять следующие виды деятельности:
- брокерскую деятельность;
- деятельность по ведение реестра владельцев ценных бумаг;
- доверительное управление портфелем ценных бумаг;
- осуществление маржинальной торговли и предоставление данной услуги своим клиентам;
- услуги по обмену иностранной валюты, если они связаны с предоставлением инвестиционных услуг.

Компания предоставляет доступ к покупке и продаже таких видов ценных бумаг как: акции, облигации, депозитарные расписки (ADR и GDR), фьючерсы, опционы, ETF.
Клиенты брокера Mind Money могут участвовать в IPO и Pre-IPO.

## Лицензии и регуляторы
Имея кипрскую лицензию профессионального участника фондовой биржи, компания Mind Money подчиняется законам ЕС и осуществляет свою деятельность в соответствии с директивами Евросоюза «O рынках финансовых инструментов» MiFID.
Одним из трех основных регуляторов Евросоюза, который регулирует деятельность брокерской компании Mind Money, выступает European Securities and Markets Authority (ESMA), которому подчиняются уже региональные регуляторы каждой отдельной европейской страны, в том числе и Кипрская комиссия по ценным бумагам и биржам (CySEC).
Компания Mind Money имеет лицензии и разрешения для своей деятельности в 29 странах (в том числе и Великобритании) и национальных регуляторах:
- Евросоюз — European Securities and Markets Authority / Европейское управление по ценным бумагам и рынкам (ESMA)[15]
- Австрия — Financial Market Supervision in Austria (FMA)[16]
- Бельгия — Financial Services and Markets Authority (FSMA)[17]
- Венгрия — Hungarian National Bank / Magyar Nemzeti Bank (MNB)[18]
- Германия — Federal Financial Supervisory Authority (BaFin)[19]
- Дания — Danish Finansial Supervisory Authority / Finanstilsynet (DFSA)[20]
- Испания — Comision Nacional del Mercado de Valores (CNMV)[21]
- Италия — Commissione Nazionale per le Societa' e la Borsa (CONSOB)[22]
- Исландия — Fjármálaeftirlit / Financial Supervisory Authority (FME)[23]
- Литва — Lietuvos Bankas / Bank of Lithuania (LB)[24]
- Малта — Malta Financial Services Authority / Awtorità għas-Servizzi Finanzjarji ta’ Malta (MFSA)[25]
- Нидерланды — Authority for the Financial Markets (AFM)[26]
- Польша — Komisja Nadzoru Finansowego (KNF) / The Polish Financial Supervision Authority (UKNF)[27]
- Словения — Securities Market Agency (ATVP)[28]
- Словакия — National Bank of Slovakia / Národná banka Slovenska (NBS)[29]
- Франция — French Prudential Supervision and Resolution Authority / Autorité de contrôle prudentiel et de résolution (ACPR)[30]
- Финляндия — Financial Supervisory Authority (FIN-FSA)[31]
- Швеция — Finansinspektionen (FI)[32]
- Эстония — Finantsinspektsioon (FSA)[33]
- Чешская республика — Czech National Bank (CNB)[34]